# Recchia mexicana
Recchia mexicana, vrsta drveta iz porodice Surianaceae raširenog po tropskim krajevima južnog Meksika.
R. mexicana ima široke složene listove; fotoautotrof

## Sinonimi
- Recchia bracteata (Planch.) Small
- Rigiostachys bracteata Planch.
- Rigiostachys quassiifolia Donn.Smith
- Rigiostachys roureoides Loes. & Soler.